# Jacques Königstein
Jacques Königstein (* 6. Mai 1897 in Aachen; † 17. Dezember 1971 ebenda) war der Gründer des Ordens wider den tierischen Ernst.

## Leben und Wirken
Jacques Königstein wurde im Aachener Stadtteil Burtscheid geboren. Bereits als Jugendlicher entdeckte Königstein seine Leidenschaft für den Karneval und verfasste mit 15 Jahren sein erstes Karnevalslied im Kölner Dialekt und galt dadurch anfangs als ein sogenannter Kölscher Imi, ein Zugezogener. Im Jahr 1921 trat er in den 1859 gegründeten Aachener Karnevalsverein (AKV) ein und hielt ein Jahr später auf dem AKV Herrenabend seine Jungfernrede: Die Konferenz von Genua. Geistreiche politische Büttenreden wurden zu seinem Charakteristikum. Königstein wurde 1927 als Prinz Jacques zum Karnevalsprinzen von Aachen gewählt. Schon im Jahr 1928 leitete er den AKV als Vizepräsident und ab 1930 bis 1968 als Präsident, nur unterbrochen von den Kriegs- und Nachkriegsjahren 1939 bis 1947. Anschließend ernannte ihn der AKV zum Ehrenpräsident auf Lebenszeit.
Um die bis dahin bestehenden 13 einzelnen Aachener Karnevalsgesellschaften zu vereinigen, gründete Königstein am 14. Dezember 1934 als Dachgesellschaft den Ausschuss Aachener Karneval (AAK) und übernahm als Geschäftsführer zugleich den stellvertretenden Vorsitz. Durch Königstein war der AAK auch an der Gründung 1937 des Bundes Deutscher Karneval (BDK) als Gründungsmitglied beteiligt, in dem der AAK mit der Mitgliedsnummer 1 registriert ist. Königstein übernahm im BDK später das Amt als Vorstandsbeirat des westdeutschen Raumes und wurde im Jahr 1965 zum Ehrenmitglied ernannt.
Als hauptamtlicher Geschäftsführer des Aachener Verkehrsvereins erkannte Königstein auch den Wirtschaftsfaktor des Karnevals und es gelang ihm, dass am 24. Januar 1937 die AKV-Sitzung im Westdeutschen Rundfunk (WDR) erstmals übertragen wurde. Zur gleichen Zeit organisierte er den ersten Aachener Kinderkostümzug mit Prinz Mucki (Otto I. Schmitz) und amtierte auch hier als stellvertretender Vorsitzender. Schließlich gründete er am 16. Dezember des gleichen Jahres noch den Senat des AKV mit Otto Heinrich als ersten Senatspräsidenten. 
Auf Initiative von Königsteins wurde vom AKV der Orden wider den tierischen Ernst ins Leben gerufen. Der Elferrat des AKV hatte 1950 auf Initiative von Helmut A. Crous beschlossen, den britischen Staatsanwalt James Arthur Dugdale den Session-Orden zu verleihen, der seit 1954 schließlich als Orden wider den tierischen Ernst bezeichnet wird. Unter Königstein avancierte diese Verleihung zur europaweiten Aachener Visitenkarte.
Mit seiner Radiosendung Das ideale Brautpaar moderierte Königstein von 1951 bis 1958 die erfolgreichste Rundfunkübertragung der Nachkriegszeit. Sein Anliegen war die Steigerung des Bekanntheitsgrades des Aachener Karnevals. Da ihm zehn Minuten Sendezeit des NWDR für die Prinzenproklamation zu wenig waren, absolvierte Königstein 1953 ein besonderes Kabinettstück und die Proklamation wurde daraufhin zwei Stunden und zehn Minuten übertragen. Er ließ die Ehefrau des designierten Prinzen wütend auf die Bühne stürzen und ihren Mann herunterholen. Die Prinzengarde, Oecher Penn und Börjerwehr zogen auf und riefen nach dem Ex-Prinzen. Dieser war zufällig anwesend und wurde erneut gekrönt. Daher gab es in Aachen 1953 einen Doppelprinzen der Jahre 1952/53 und einen Schattenprinzen. Das von ihm kreierte Motto für den Rosenmontagszug 1953 Närrische Kur in Bad Aachen prägte 1955 den Oecher Fastelovvend.
Zu seinem 25-jährigen Jubiläum als AKV-Präsident richtete Königstein die Jacques-Königstein-Stiftung für bedürftige Senioren in Aachen ein und folgte damit einer Anordnung des Stadtrates aus dem Jahre 1761, die besagte, dass  bei Fastnachtsbällen eine Armenabgabe zu entrichten sei. Ein Jahr später kreierte er die Silberne Königstein-Kette als Auszeichnung für karnevalistische Darbietungen. Königstein war einer der Mitinitiatoren der Neugründung des Bundes Deutscher Karneval e.V. am 24. Oktober 1953 im Kurfürstlichen Schloss in Mainz. 
Jacques Königstein verstarb am 17. Dezember 1971 und wurde auf dem Aachener Waldfriedhof beerdigt. Der Aachener Bildhauer und Maler Wolf Ritz porträtierte Jacques Königstein, das Gemälde befindet sich in der Sammlung Crous. Im Aachener Stadtgarten wurde eine Promenade nach ihm benannt.

## Auszeichnungen und Ehrungen
- 1956 Heuschreckliches Friedenskreuz der Trierer Karnevalsgesellschaft Heuschreck
- 1965 Ehrenmitglied des Bundes Deutscher Karneval e.V.
- Ehrengondoliere der Gondolieri Laguna von Venedig
- 1970 Ritter der Großen Hagener KG Närrischer Reichstag (gegr.1881) mit der Verleihung der Kette des Goldenen Humors